# Абати, Альберт дельи
Альберт дельи Абати, или Альберт Трапанийский (итал. Alberto da Trapani; около 1250, Трапани — 7 августа 1307, Мессина, Сицилия) — святой Римско-католической церкви, священник Ордена Босых Кармелитов (O.Carm.), настоятель орденской провинции Сицилия, экзорцист, первый член Ордена Кармелитов канонизированный Церковью, чудотворец.

## Биография
Альберт (Адальберт) дельи Абати родился около 1250 года в имении между Трапани и Эриче на Сицилии в семье дворян из Флоренции, Бенедетто дельи Абати и Джованны Палиццы. В течение двадцати шести лет его родители не могли зачать ребёнка. Только после молитвы матери к Богородице с обещанием посвятить новорождённого служению Церкви, она смогла забеременеть. Однако со временем отец решил женить сына, когда тот был ещё мальчиком, но мать настояла на верности их обету.
В 8 лет Альберт дельи Абати поступил в монастырь в Трапани, принадлежавшим Ордену Кармелитов, где был воспитан монахами. Чувствуя себя недостойным сана священника, отказался от рукоположения. Но братья настояли на своём, и из святого послушания, ему пришлось согласиться. В 1280 году был рукоположён в священники.
В 1287 году его перевели в монастырь в Мессине. Здесь Альберт дельи Абати не только восстановил благочестие, пошатнувшееся из-за голода, вследствие блокады города войсками герцога Роберта Калабрийского в 1301 году, но проповедью обратил многих евреев в христианство.
В 1296 году его назначили настоятелем орденской провинции Сицилия. Ещё при жизни прославился многими чудесами и исцелениями.
Скончался Альберт дельи Абати в Мессине 7 августа 1307 года.

## Почитание

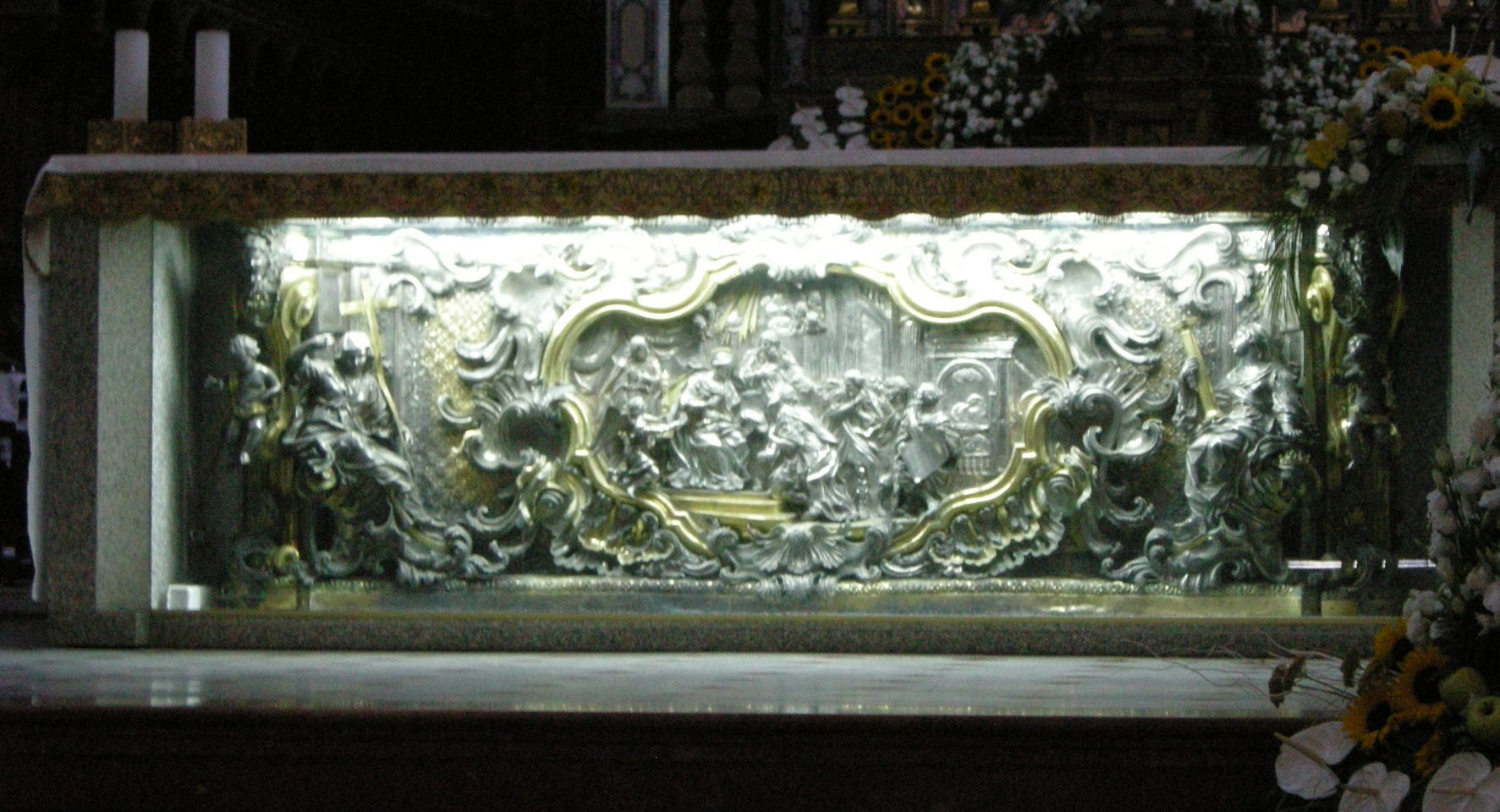
Гробница Альберта дельи Абати

Почитание Альберта дельи Абати началось сразу после смерти. Папа Каликст III 15 октября 1457 года благословил народное почитание подвижника. 31 мая 1476 года Папа Сикст IV причислил его к лику святых.
Литургическая память ему отмечается в Церкви 7 августа.
Гробница святого находится в Мессине. Частицы его мощей покоятся в Дублине и Трапани. По традиции, к нему обращаются с молитвой, прося исцеления от психических заболеваний, одержимости, бесплодия и лихорадки.